# NK Slaven Belupo Koprivnica
O NK Slaven Belupo (conhecido internacionalmente como NK Slaven Koprivnica) é um clube de futebol da Croacia. Está situado na cidade de Koprivnica, ao norte do país, e atualmente joga na Prva HNL. Em 2007 o clube chegou pela primeira vez na final da Copa da Croácia, depois de derrotar o detentor da Copa defendedo HNK Rijeka 3-2 no agregrado. No final eles perderam para o Dínamo Zagreb por 2-1 no agregrado  apesar de ter perdido a final, Slaven se qualificou para UEFA Europa League pela primeira vez em sua história o clube também enfrentara o Dínamo Zagreb novamente na Final da Copa da Croácia deste ano, tendo a oportunidade de ganhar a revanche e ser campeão da Copa pela primeira vez
o Slaven cair diante o Dínamo Zagreb novamente na data de hoje 10/05/16 por coincidência pelo mesmo placar da final de 2007 2-1 e fica com vice campeonato da Copa da Croácia pela 2 vez.